# Capitellidae
Capitellidae zijn een familie van borstelwormen (Polychaeta).

## Geslachten
- Abyssocapitella Buzhinskaja & Smirnov, 2000
- Amastigos Piltz, 1977
- Anotomastus Hartman, 1947
- Baldia Garwood & Bamber, 1988
- Barantolla Southern, 1921
- Capitella Blainville, 1828
- Capitellethus Chamberlin, 1919
- Capitobranchus Day, 1962
- Dasybranchethus Monro, 1931
- Dasybranchus Grube, 1850
- Decamastus Hartman, 1963
- Dodecamastus Blake, 2000
- Eisigella Gravier, 1901
- Eunotomastus McIntosh, 1885
- Heteromastus Eisig, 1887
- Leiocapitella Hartman, 1947
- Leiocapitellides Hartmann-Schröder, 1960
- Leiochrides Augener, 1914
- Leiochrus Ehlers, 1908
- Lombricus Vérany, 1846
- Lumbricomastus Thomassin, 1970
- Lumbriconais Örsted, 1842
- Mastobranchus Eisig, 1887
- Mediomastus Hartman, 1944
- Neoheteromastus Hartman, 1960
- Neomediomastus Hartman, 1969
- Neonotomastus Fauchald, 1972
- Neopseudocapitella Rullier & Amoureux, 1979
- Nonatus Amaral, 1980
- Notodasus Fauchald, 1972
- Notomastus M. Sars, 1851
- Octocapitella Brown, 1987
- Paracapitella Kirkegaard, 1983
- Parheteromastides Hartmann-Schröder, 1962
- Parheteromastus Monro, 1937
- Peresiella Harmelin, 1968
- Polymastigos Green, 2002
- Promastobranchus Gallardo, 1968
- Pseudocapitella Fauvel, 1913
- Pseudoleiocapitella Harmelin, 1964
- Pseudonotomastus Warren & Parker, 1994
- Rashgua Wesenberg-Lund, 1949
- Scyphoproctus Gravier, 1904
- Undecimastus Amoureux, 1983